# Serpulorbis aotearoicus
Serpulorbis aotearoicus es una especie de molusco gasterópodo de la familia Vermetidae.

## Distribución geográfica
Se encuentra  en Nueva Zelanda.